# Isla Remolinos (Islas Malvinas)

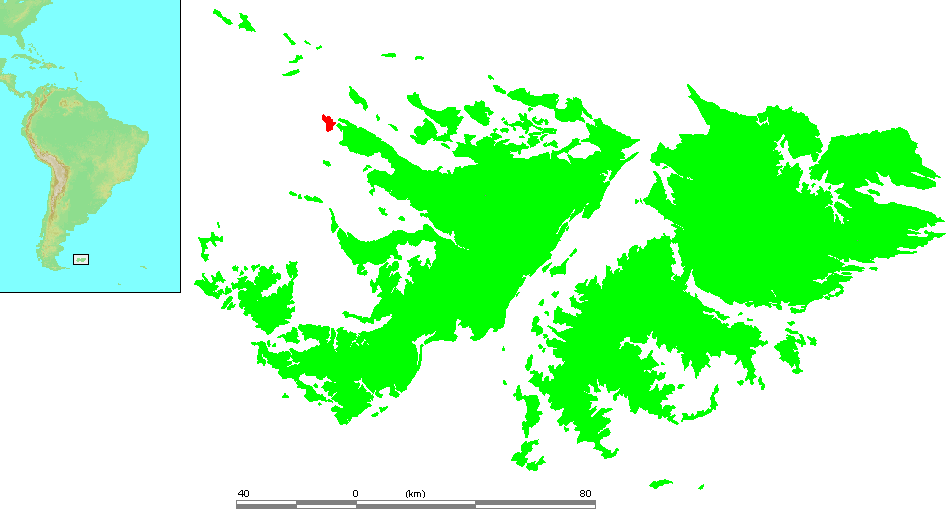
Localización de la Isla Remolinos.

La isla Remolinos (inglés: West Point Island) es una isla del archipiélago de las Malvinas ubicada en el extremo noroeste de la isla Gran Malvina (península Navidad) a 51° 39′ S y 60° 59′O, de la que está separada por el Paso Remolinos, llamado en inglés Wooly Cut.
Su superficie es de casi 15 km² y es utilizada para la cría de ovejas por la familia Napier, que la conserva desde la década de 1860. El punto más alto de la isla es el monte Miseria de 369 m s. n. m.
El extremo sur de esta isla es uno de los puntos que determinan las líneas de base de la República Argentina, a partir de las cuales se miden los espacios marítimos que rodean al archipiélago.
La fauna silvestre de la isla incluye una importante colonia de albatros de ceja negra y pingüinos de penacho amarillo, que son el principal atractivo del lugar. Existe una pista de aterrizaje en un establecimiento al noreste de la isla utilizada por FIGAS. 
El nombre anterior de la isla en inglés era Albatross Island, que significa isla de los albatros.

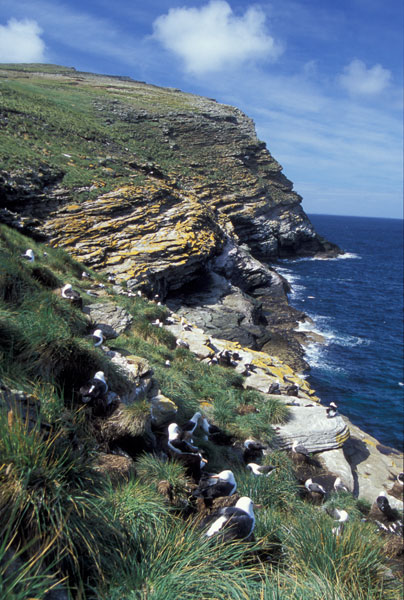
Albatroses en la isla Remolino.

Administrada por el Reino Unido como parte del territorio de ultramar de las Islas Malvinas. Es reclamada por Argentina que la hace parte del Departamento Islas del Atlántico Sur dentro de la provincia de Tierra del Fuego, Antártida e Islas del Atlántico Sur.